# Margaret McMillan
Margaret McMillan, née le 20 juillet 1860 dans le comté de Westchester et morte à Harrow le 27 mars 1931, était une socialiste chrétienne et membre de la Fabian Society. Elle a travaillé dans les quartiers défavorisés, notamment Deptford, et mis en place une série de réformes pour améliorer la santé des jeunes enfants. Elle est l'autrice de plusieurs livres sur l'enseignement maternel et a mis au point une approche ludique qui n'a trouvé une large acceptation que bien plus tard.
Elle s'est intéressée à la façon dont les enfants pourraient apprendre dans un environnement extérieur. Le Collège Rachel McMillan, nommé d'après la sœur de Margaret, a été fondé en 1930 et a fusionné avec Goldsmiths College dans les années 1970, bien que l'hébergement des étudiants existe toujours dans Creek Road, Deptford, sous son nom.